# Constance Stuart Larrabee
Constance Stuart Larrabee, nata Constance Stuart (Camborne, 7 agosto 1914 – Chestertown, 27 luglio 2000), è stata una fotografa sudafricana di origini inglesi, naturalizzata statunitense nel 1953.

## Biografia
Figlia di un ingegnere minerario scozzese e di una donna inglese, dopo tre mesi dalla nascita in una cittadina mineraria della Cornovaglia, la famiglia si trasferì in Sudafrica nei pressi di una miniera di stagno nel Transvaal, dove il padre lavorava. La bimba crebbe a Pretoria e all'età di dieci anni ricevette come regalo di compleanno una Kodak Box Brownie. Appare probabile che la fotografia fosse un elemento presente in famiglia poiché il nonno materno, William John Bennetts, possedeva uno studio fotografico a Camborne e che riscuotesse un buon successo. Nel 1930 Stuart espose alcune foto in una mostra al "Pretoria Agricultural Society Show" nel corso della manifestazione per ragazzi "Boys and Girls Achievement Week" e vinse il concorso.
Diplomatasi alla "Pretoria High School" nel 1933, Stuart trascorse i successivi tre anni all'estero. Studiò fotografia alla Regent Street Polytechnic, quindi fu apprendista prima di Madame Yevonde, poi di Yvonne Gregory. Nel 1935 si trasferì in Germania, dove studiò alla "Bayerische Staatslehranstalt für Lichtbildwesen" (Istituto statale bavarese per la fotografia) di Monaco di Baviera dove ebbe un approccio modernista alla fotografia. Durante questo periodo formativo scoprì la macchina fotografica Rolleiflex che continuò a usare per tutta la sua carriera. Fu qui a Monaco che scelse di non seguire più il pittorialismo, per sviluppare un proprio stile più diretto senza manipolazioni. È stata una delle prime donne sudafricane a studiare fotografia all'estero.
Stuart rientrò in Sudafrica nel 1936, dove aprì il "Constance Stuart Portrait Studio" a Pretoria, un'impresa insolita per una donna nubile in una professione principalmente maschile, concentrandosi soprattutto sulla ritrattistica di statisti, generali, artisti, scrittori e personaggi della società e del teatro del suo tempo, divenendo in questo modo molto nota. Non si limitò al ritratto, viaggiò per il paese e riprese le varie culture etniche in via di estinzione come ad esempio Ndebele, San, Lobedu, Zulu, Swazi, Sotho e Xhosa, andando nelle zone rurali dove il governo bianco sudafricano li obbligava a vivere o li aveva stanziati con la forza, le cui foto furono oggetto di mostre a Pretoria, Johannesburg e Città del Capo, fotografie che comparvero su alcune delle principale riviste americane nel 1948, come Harper's Bazaar, Life e Vogue.
Stuart fu la prima donna corrispondente di guerra del Sudafrica per la rivista "Libertas", nominata dal colonnello Ernest G. Malherbe. A partire dal luglio 1944, fotografò la 7ª armata americana in Francia e la 6ª divisione corazzata sudafricana negli Appennini e seguì i battaglioni in Egitto, Francia e Inghilterra. Infatti, avrebbe dovuto essere al seguito dei soldati sudafricani durante la loro partecipazione alla seconda guerra mondiale, ma finì anche per seguire le truppe americane, francesi e inglesi. Durante la marcia verso il cuore della Germania, fotografò i civili e le devastazioni, trovandosi anche in situazioni di estremo pericolo, come ha raccontato lei stessa. È stata una delle poche donne fotografe al fronte che hanno visto la guerra da molto vicino. Fu la fotografa ufficiale, nel 1947, del tour della famiglia reale britannica nei loro protettorati in Sud Africa: Basutoland (divenuto Lesotho), Swaziland e Bechuanaland (divenuto Botswana).
In seguito alla presa del potere in Sudafrica del Partito Nazionale di estrema destra, responsabile di quella che sarà la politica del cosiddetto apartheid, la segregazione dei neri, Stuart decise di emigrare negli Stati Uniti. Prima di partire fotografò luoghi come Pimville e Orlando, dove gli emigranti non bianchi vivevano in baracche e case scadenti costruite dal governo. Riprese la difficile situazione dei poveri sudafricani bianchi e le vite degli afrikaner rurali, i discendenti dei primi coloni olandesi. A New York incontrò Sterling Larrabee che aveva già conosciuto ai tempi della guerra, quando era addetto militare in Sudafrica e nel 1949 si sposarono. Decisero di andare a vivere nella cittadina di Chestertown nel Maryland. Negli anni successivi, lei si dedicò all'allevamento dei cani e smise di fotografare per qualche tempo (e in seguito, non riprese mai con l'intensità di prima). Le sue immagini però furono oggetto di varie mostre in America.
Edward Steichen, nel 1955, selezionò due fotografie di Stuart Larrabee per la mostra internazionale The Family of Man, inaugurata al Museum of Modern Art di New York, che negli anni a venire sarebbe stata ospitata in varie sedi nel mondo e visitata da oltre nove milioni di persone, trovando infine la sua sede definitiva presso il Castello di Clervaux in Lussemburgo.
Alla fine degli anni Settanta, le sue foto hanno iniziato a circolare anche in Sudafrica e sono state oggetto di mostre, nonostante in quel paese fosse ancora in vigore l'apartheid. La fotografa non ha mai risposto ad una domanda che più volte le è stata rivolta dai giornalisti, cioè se condividesse quella politica, se con le sue foto fosse impegnata nella denuncia. Ha sempre preferito, per tutta la vita, tenersi lontana da una presa di posizione politica.

## Pubblicazioni
- Constance Stuart Larrabee: Time Exposure. New Haven, Yale Center for British Art, 1995 - ISBN 978-0930606763